# Gesù Buon Pastore (församling)
Gesù Buon Pastore är en församling i Roms stift, belägen i quartiere Ardeatino och helgad åt Jesus Kristus som Den gode herden. Församlingen upprättades den 6 februari 1937 genom dekretet Cum valde utile av kardinalvikarie Francesco Marchetti Selvaggiani. 

Församlingen förestås av stiftspräster.
Till församlingen Gesù Buon Pastore hör följande kyrkobyggnader:
- Gesù Buon Pastore, Via Luigi Perna 3

## Institutioner inom församlingen
- Centro Culturale Laurento
- Istituto Suore di Sant’Anna
- Casa di Riposo «Casale Ceribelli»
- Confraternita del Santissimo Sacramento ed Anime Sante
- Centro Italiano di Solidarietà – Aggregazione Ecclesiale
- Ambasciata dell’Indonesia presso la Santa Sede
- Centro Tre Fontane

## Kommunikationer
Närmaste tunnelbanestation är Marconi 